# Drude-Bau

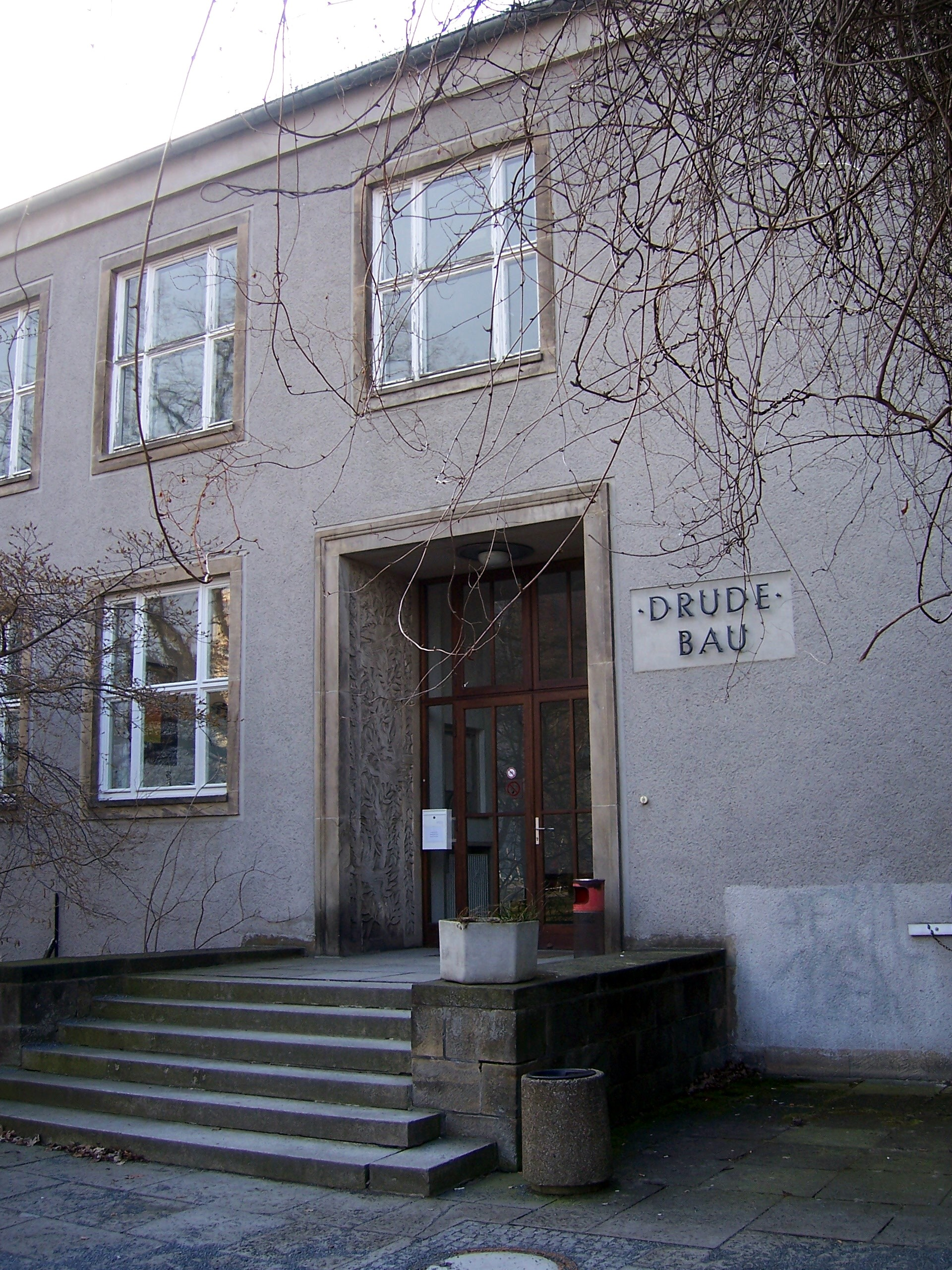
Drude-Bau

Der Drude-Bau am Zelleschen Weg 40 in Dresden ist ein Lehrgebäude der TU Dresden.

## Beschreibung
Das Gebäude wurde von den Architekten Walter Henn, Fritz Schaarschmidt und Karl Wilhelm Ochs entworfen und von 1950 bis 1952 erbaut. Das zweigeschossige Lehrgebäude mit 2051 Quadratmetern Nutzfläche ist ein „funktionell betonte[r]“ und typischer traditionell gestalteter Bau der 1950er-Jahre in „Sandstein-Putzarchitektur“. Der Nordflügel bietet einen ansteigenden Hörsaal mit Experimentierbühne und 111 Plätzen. Am Eingang des Gebäudes befindet sich in den Türlaibungen das Sandstein-Flachrelief Aus der Pflanzenwelt von Reinhold Langner. Es zeigt unter anderem Vögel und Pflanzen.
Bis auf den Eingangsbereich und die seitliche Pergola-Gestaltung ist das Äußere des Drude-Baus schlicht. Die zugehörigen Gartenanlagen wurden von Werner Bauch geplant und entworfen. Der Bau mit zwei Gewächshäusern aus dem Jahr 1955 und den Außenanlagen als anschaulichem Beispiel der Gartenkunst jener Zeit ist ein Kulturdenkmal nach dem Sächsischen Denkmalschutzgesetz von ortsgeschichtlicher, baugeschichtlicher und gartenhistorischer Bedeutung.
Der Drude-Bau, früher Sitz des Instituts für Botanik, ist in der Gegenwart Sitz des Instituts für Hydrobiologie der TU Dresden. Er wurde 1953 nach dem Professor für Botanik und Rektor der Universität Oscar Drude benannt.